# Фелгейраш
Фелгейраш (порт. Felgueiras; [fɛɫ'gɐjɾɐʃ]) — город в Португалии, центр одноимённого муниципалитета в составе округа Порту. По старому административному делению входил в провинцию Дору-Литорал. Входит в экономико-статистический субрегион Тамега, который входит в Северный регион. Численность населения — 15,5 тыс. жителей (город), 58,9 тыс. жителей (муниципалитет) на 2006 год. Занимает площадь 115,62 км².
Покровителем города считается Святая Евлалия (порт. Santa Eulália).
Праздник города — 29 июня.

## Расположение
Город расположен в 42 км на северо-восток от адм. центра округа города Порту.
Муниципалитет граничит:
- на севере — муниципалитет Фафе
- на северо-востоке — муниципалитет Селорику-де-Башту
- на юго-востоке — муниципалитет Амаранте
- на юго-западе — муниципалитет Лозада
- на северо-западе — муниципалитет Визела,Гимарайнш

## История
Город основан в 1514 году.

## Население
| Численность населения муниципалитета по годам | Численность населения муниципалитета по годам | Численность населения муниципалитета по годам | Численность населения муниципалитета по годам | Численность населения муниципалитета по годам | Численность населения муниципалитета по годам | Численность населения муниципалитета по годам | Численность населения муниципалитета по годам | Численность населения муниципалитета по годам |
| --------------------------------------------- | --------------------------------------------- | --------------------------------------------- | --------------------------------------------- | --------------------------------------------- | --------------------------------------------- | --------------------------------------------- | --------------------------------------------- | --------------------------------------------- |
| 1801                                          | 1849                                          | 1900                                          | 1930                                          | 1960                                          | 1981                                          | 1991                                          | 2001                                          | 2004                                          |
| 11 413                                        | 15 614                                        | 22 973                                        | 25 424                                        | 38 895                                        | 48 015                                        | 51 248                                        | 57 595                                        | 58 553                                        |

## Состав муниципалитета
В муниципалитет входят следующие районы:
1. Айрайнш
2. Айан
3. Борба-де-Годин
4. Карамуш
5. Фрианде
6. Идайнш
7. Жугейруш
8. Лагареш
9. Лорделу
10. Масиейра-да-Лиша
11. Маргариде
12. Море
13. Педрейра
14. Пенакова
15. Пиньейру
16. Помбейру-де-Рибавизела
17. Ранде
18. Рефонтора
19. Режилде
20. Ревиньяде
21. Сантан
22. Сендин
23. Сернанде
24. Соза
25. Сан-Жорже-де-Визела
26. Торрадуш
27. Уньян
28. Варзиела
29. Вила-Кова-да-Лиша
30. Вила-Фрия
31. Вила-Верде
32. Варзеа